# Lista siturilor arheologice din județul Arad - V
Lista siturilor arheologice din județul Arad - V conține toate siturile arheologice din județul Arad înscrise în Repertoriul Arheologic Național (RAN) și aflate în localități al căror nume începe cu litera V. RAN este administrat de Ministerul Culturii și Patrimoniului Național și cuprinde date științifice, cartografice, topografice, imagini și planuri, precum și orice alte informații privitoare la zonele cu potențial arheologic, studiate sau nu, încă existente sau dispărute.
Puteți căuta un sit din localitățile care încep cu litera V folosind formularul de mai jos sau puteți naviga prin toate siturile din județ la Lista siturilor arheologice din județul Arad.
| Cod RAN                                  | Denumire | Localitate                                    | Adresă            | Datare         | Descoperit | Coordonate                                    | Imagine           | Erori            |
| ---------------------------------------- | --- | --------------------------------------------- | ----------------- | -------------- | ---------- | --------------------------------------------- | ----------------- | ---------------- |
| 9404.01.01 (Cod LMI: AR-I-m-B-00467.02)  | Situl arheologic de la Vladimirescu - "La Movile" / ansamblu Grup de 5 movile (Categorie: locuire) (Tip: Grup de movile)                     | sat Vladimirescu, comuna Vladimirescu         | La Movile         | sec. IX-XI     |            |                                               | Încărcați imagine | Raportați eroare |
| 9404.01.02 (Cod LMI: AR-I-m-B-00467.03)  | Situl arheologic de la Vladimirescu - "La Movile" / ansamblu anonim (Categorie: locuire) (Tip: Așezare)                                      | sat Vladimirescu, comuna Vladimirescu         | La Movile         | sec. V - VI    |            |                                               | Încărcați imagine | Raportați eroare |
| 9404.01.03 (Cod LMI: AR-I-m-B-00467.01)  | Situl arheologic de la Vladimirescu - "La Movile" / ansamblu anonim (Categorie: locuire) (Tip: Așezare)                                      | sat Vladimirescu, comuna Vladimirescu         | La Movile         | sec. XI-XII    |            |                                               | Încărcați imagine | Raportați eroare |
| 12581.01.01 (Cod LMI: AR-I-m-A-00464.03) | Situl arheologic de la Vărădia de Mureș - 'La Cetate" / ansamblu anonim (Categorie: locuire civilă) (Tip: Așezare fortificată)               | sat Vărădia de Mureș, comuna Vărădia de Mureș | La Cetate         | geto-dacică    |            |                                               | Încărcați imagine | Raportați eroare |
| 12581.01.02 (Cod LMI: AR-I-m-A-00464.01) | Situl arheologic de la Vărădia de Mureș - 'La Cetate" / ansamblu anonim (Categorie: locuire civilă) (Tip: Biserică)                          | sat Vărădia de Mureș, comuna Vărădia de Mureș | La Cetate         | sec. XIII - XV |            |                                               | Încărcați imagine | Raportați eroare |
| 12581.01.03 (Cod LMI: AR-I-m-A-00464.02) | Situl arheologic de la Vărădia de Mureș - 'La Cetate" / ansamblu Ruinele cetății Totilor (Categorie: locuire civilă) (Tip: Cetate)           | sat Vărădia de Mureș, comuna Vărădia de Mureș | La Cetate         |                |            |                                               | Încărcați imagine | Raportați eroare |
| 11753.01.01 (Cod LMI: AR-I-s-A-00465)    | Tell-ul Tisa de la Vărșand - "Movila Viezuriște" / ansamblu anonim (Categorie: locuire civilă) (Tip: Tell)                                   | sat Vărșand, comuna Pilu                      | Movila Viezuriste | Tisa           |            | 46°37′14″N 21°21′51″E / 46.62056°N 21.36417°E | Încărcați imagine | Raportați eroare |
| 11753.02.01 (Cod LMI: AR-I-m-A-00466.03) | Situl arheologic de la Vărșand - "Între vii" / ansamblu anonim (Categorie: locuire civilă) (Tip: Așezare)                                    | sat Vărșand, comuna Pilu                      | Între vii         | Otomani        |            | 46°36′41″N 21°20′00″E / 46.61139°N 21.33333°E | Încărcați imagine | Raportați eroare |
| 11753.02.02 (Cod LMI: AR-I-m-A-00466.02) | Situl arheologic de la Vărșand - "Între vii" / ansamblu anonim (Categorie: locuire civilă) (Tip: Necropolă)                                  | sat Vărșand, comuna Pilu                      | Între vii         | sec. VI - VII  |            | 46°36′41″N 21°20′00″E / 46.61139°N 21.33333°E | Încărcați imagine | Raportați eroare |
| 11753.02.03 (Cod LMI: AR-I-m-A-00466.01) | Situl arheologic de la Vărșand - "Între vii" / ansamblu anonim (Categorie: locuire civilă) (Tip: Necropolă)                                  | sat Vărșand, comuna Pilu                      | Între vii         | sec. VIII - XI |            | 46°36′41″N 21°20′00″E / 46.61139°N 21.33333°E | Încărcați imagine | Raportați eroare |
| 11753.02.04 (Cod LMI: AR-I-s-A-00466)    | Situl arheologic de la Vărșand - "Între vii" / ansamblu anonim (Categorie: locuire civilă) (Tip: Așezare)                                    | sat Vărșand, comuna Pilu                      | Între vii         | Tiszapolgár    |            | 46°36′41″N 21°20′00″E / 46.61139°N 21.33333°E | Încărcați imagine | Raportați eroare |
| 9404.02.01 (Cod LMI: AR-I-m-A-00468.03)  | Situl arheologic de la Vladimirescu - "La Cetate" / ansamblu anonim (Categorie: locuire civilă) (Tip: Așezare)                               | sat Vladimirescu, comuna Vladimirescu         | La Cetate         | sec. VIII - IX |            | 46°09′21″N 21°23′27″E / 46.15583°N 21.39083°E | Încărcați imagine | Raportați eroare |
| 9404.02.02 (Cod LMI: AR-I-m-A-00468.02)  | Situl arheologic de la Vladimirescu - "La Cetate" / ansamblu anonim (Categorie: locuire civilă) (Tip: Cetate de pământ)                      | sat Vladimirescu, comuna Vladimirescu         | La Cetate         | sec. IX - XI   |            | 46°09′21″N 21°23′27″E / 46.15583°N 21.39083°E | Încărcați imagine | Raportați eroare |
| 9404.02.03 (Cod LMI: AR-I-m-A-00468.01)  | Situl arheologic de la Vladimirescu - "La Cetate" / ansamblu anonim (Categorie: locuire civilă) (Tip: Necropolă)                             | sat Vladimirescu, comuna Vladimirescu         | La Cetate         | sec. XI - XII  |            | 46°09′21″N 21°23′27″E / 46.15583°N 21.39083°E | Încărcați imagine | Raportați eroare |
| 9404.03.01 (Cod LMI: AR-I-m-A-00469.01)  | Basilica medievală de la Vladimirescu - "La Bisericuță" / ansamblu anonim (Categorie: structură de cult/religioasă) (Tip: Basilica romanică) | sat Vladimirescu, comuna Vladimirescu         | La Bisericuță     | sec. XIII - XV |            | 46°09′19″N 21°23′54″E / 46.15528°N 21.39833°E | Încărcați imagine | Raportați eroare |
| 9404.03.02 (Cod LMI: AR-I-m-A-00469.02)  | Basilica medievală de la Vladimirescu - "La Bisericuță" / ansamblu anonim (Categorie: structură de cult/religioasă) (Tip: Incintă)           | sat Vladimirescu, comuna Vladimirescu         | La Bisericuță     |                |            | 46°09′19″N 21°23′54″E / 46.15528°N 21.39833°E | Încărcați imagine | Raportați eroare |